# François Héraly
François Héraly (* 1856 in Flawinne; † Juli 1920 in Montreal, Kanada) war ein belgischer Klarinettist, Kapellmeister und Musikpädagoge.

## Leben
Héraly begann 1867 ein Musikstudium in Brüssel. Er setzte es ab 1873 am Konservatorium von Namur und ab 1877 am Konservatorium in Lüttich fort. In der Folgezeit leitete er Militärkapellen in Belgien, Frankreich, der Schweiz und Algerien. 1894 ging er nach Montreal, wo er bis 1897 die Sherbrooke Band leitete. 1903 wurde er musikalischer Leiter der Konzerte imSohmer Park und der St-Pierre-Apôtre Parish Temperance Band, der zu dieser Zeit Wilfrid Pelletier als Schlagzeuger angehörte. Daneben gab er Unterricht für die meisten Blasinstrumente; so war Paul Pratt sein Klarinettenschüler. Héraly war mit der Pianisten und Klavierlehrerin Ida Héraly verheiratet.